# Rané křesťanství

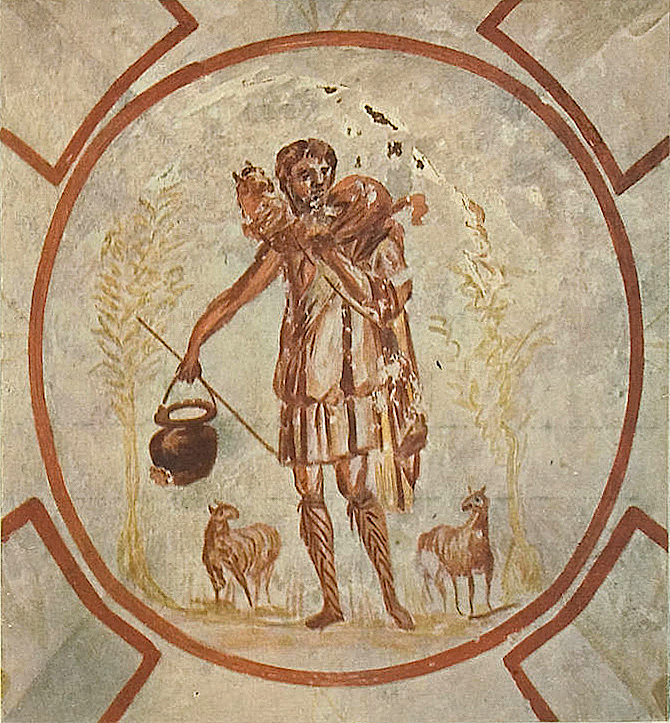
Ježíš jako Dobrý pastýř (vyobrazení z Kalixtových katakomb, kol. r. 300)

Pojmem rané křesťanství rozumíme období vývoje křesťanského náboženství od jeho vzniku v 1. století n. l. až do roku 325 n. l., kdy se konal první nikajský koncil. Synonymicky se užívá též pojmů prvotní církev nebo raná církev.

## Geografie raného křesťanství
Dějiny křesťanství v tomto období se odehrávaly téměř výlučně v prostoru římské říše, který byl tehdy považován za oikumené, tedy celý obydlený svět. Za hranicemi se v představách Římanů nacházela už pouze pustina a svět barbarů, a tyto hranice křesťané při misijní činnosti v tomto období téměř nikdy nepřekročili. Křesťanství však nevzniklo v jednom z center římské říše, nýbrž na její periferii, v menších vesnicích severní Galileje, kde působil Ježíš Kristus, a v židovském hlavním městě Jeruzalémě. To bylo důležitým geografickým a ideologickým centrem křesťanství až do jeho zničení římskými jednotkami během židovského povstání v r. 70 n. l. Křesťanství se šířilo především do velkoměstských center římské říše, jakými byly Antiochie, Alexandrie (pentarchie) a také hlavní město Řím, přičemž již během jedné generace došlo k transformaci z původně židovského venkovského hnutí v plně samostatné městské náboženství.
Za příčinu tak rychlého rozmachu křesťanství se dá považovat příznivá hospodářská a politická situace spojená s vojenským mírem známá jako Pax Romana. Tato situace umožnila vysokou mobilitu jak misionářů, tak obchodníků, vojáků a úředníků, kteří se na šíření křesťanství podíleli. Jedním z nich byl významný misionář a teolog Saul z Tarsu (známější pod svým latinským přídomkem Paulus, tj. Pavel), který působil v oblasti východního Středomoří, Egeidy a Malé Asie. Příkladem toho, že se na misijní činnosti podíleli také vojáci, je vojenská stanice Dúra Európos ležící na středním toku Eufratu, kde byly při vykopávkách nalezeny zbytky křesťanské obce.
Prvním velkým střediskem nového náboženství byla Antiochie, hlavní město římské provincie Syria, ve které sídlilo kulturně, jazykově a nábožensky velmi pestré obyvatelstvo. Zde zřejmě poprvé vzniká křesťanská skupina z nežidovského obyvatelstva. Členové této skupiny jsou svým okolím označováni jako Christiani, přičemž je dost pravděpodobné, že se jednalo o jejich oficiální označení.[zdroj?]
Okolnosti vzniku křesťanské obce v Alexandrii je kvůli nedostatku pramenů obtížné vypátrat.[zdroj?] Ve městě sídlila velká a vlivná židovská obec a počátky křesťanství je zde zřejmě nutno hledat uvnitř této obce. Díky specifickému intelektuálnímu klimatu města zde také pobývalo mnoho vzdělaných křesťanských učitelů. Od konce druhého století n. l. v Alexandrii například působili vzdělaní teologové Kléméns Alexandrijský a Órigenes.
Když přišel roku 60 či 61 n. l. Pavel z Tarsu do Říma, samostatná křesťanská obec zde již existovala. Mnoho členů obce, včetně Pavla a Petra, byla zřejmě popravena, když císař Nero v roce 64 n. l. nařídil křesťany pronásledovat. Ke křesťanství se zde hlásili lidé z nejrůznějších společenských vrstev, o čem svědčí například poprava římského konzula Tita Flavia Clementa či zprávy o svobodných učitelích a také vznešených dámách vyznávajících křesťanství.
Co se týče Galie a severní Afriky, zprávy o křesťanských obcích se dají doložit až od druhého století.

## Helénistický kontext
Zhruba po dobu prvních čtyř století existovalo křesťanské náboženství v kontextu kultury řeckořímské, křesťany nazývané pohanské. Náboženské systémy tohoto kulturního okruhu v této době byly helénistické, což znamená, že byly ovlivněny internacionalizací a v prostoru antického Středomoří, kterou spustila vojenská expanze Alexandra Makedonského, ptolemaiovskou kosmologickou revolucí měnící dosavadní představy o řádu světa a také jistým etickým znepokojením nad důsledky obou předchozích skutečností, které vyústilo ve zpochybnění tradiční lokální identity náboženství v rámci kosmologického univerzalismu.
Luther H. Martin uvádí, že tyto náboženské systémy nabývaly třech forem. Jednou z nich byla zbožnost, která byla reprezentována rituály vztahu. Soubor těchto rituálů v podstatě tvořil sociální systém a identita jedince v něm byla odvozována od provádění této praxe.
Jinou náboženskou formou reagující na nepředvídatelnost osudu byla mystéria. Ta byla spojována s takzvanými mysterijními kulty, které se vyrovnávaly s internacionalismem přenesením lokálních božstev do univerzálního řádu. Tato božstva mohla zasahovat do života svých stoupenců díky iniciaci, která navazovala harmonický vztah iniciovaného s božstvem.
Posledním helénistickou formou náboženství je gnóze, která odmítala veškeré pozemské techniky spásy a místo toho nabízela svým příznivcům útěk mimo hranice kosmu, který je chápán jako nedostatečný, skrze získání duchovního sebepoznání.

## Rituály a každodenní život
Rituál křtu byl mezi antickými křesťany chápán jako znovuzrození a jako takový byl považován za centrální akt liturgie. Myšlenka omytí vodou zřejmě pochází z židovské tradice iniciace proselytů, kde mělo sloužit k zpečetění konverze a očištění od předchozích hříchů. Zavedení křtu jako takového se však v raném křesťanství odvozuje od Jana Křtitele, který ve třetím desetiletí prvního století vedl židovské křestní hnutí působící při řece Jordánu. K praktikování křtu „ve jménu Ježíše Krista“ však v křesťanské obci dochází až po Ježíšově smrti. Prvním podrobnějším svědectvím o provádění křesťanské formy křtu a také křestního postu je spis Didaché, který pochází nejpozději z druhého století.
U Hippolyta lze nalézt formu křtu, která se prováděla v majoritním proudu křesťanství. Uchazeč se zřekne Satana, je pomazán olejem exorcismu a v baptisteriu třikrát omyt vodou. Poté je pomazán olejem díkůvzdání, oblečený přichází k biskupovi, který jej pomaže, pokřižuje, požehná mu a adept se následně účastní eucharistické hostiny. V ostatních proudech křesťanství se procedura lišila, např. počtem omytí či sousledností jednotlivých kroků. Velký význam vedle vody hrál olej, který byl ve starověku používán podobně jako dnes mýdlo. Předtím musel adept podstoupit dvouletou až tříletou přípravu a bezprostředně před křtem dvoudenní půst. Pro pokřtěné bylo běžné pravidelné setkávání především o nedělích, které mělo edukační a modlitební charakter, zahrnovalo společné stolování a řešení kázeňských a finančních záležitostí. Běžná byla i praxe tzv. agapé, což byla hostina pořádaná za účelem nasycení chudých.
Toto setkávání křesťanů se podobalo židovské synagoze a tento termín (synagógé) také křesťané během prvních století užívali vedle pojmu ekklésia, který nabývá shodně s předchozím významu „shromáždění“. Synagoga však pro židy byla především školou života, učili se zde následovat Boží Zákon, funkce modlitební a administrativní byly důležité, avšak ne přednostně. Zato kultická činnost ve smyslu oběti byla vyhrazena pouze Jeruzalémskému chrámu. Křesťané tuto obětní praxi zcela zavrhli, považovali ji buď za dočasnou a již neplatnou či ji odsuzovali jako omyl judaismu. V čem se ale křesťané s židy shodovali, byl odpor k modlám a modloslužebnictví. Bohy pohanů považovali za démony s omezenou mocí, nebo byla popírána vůbec jejich existence.
Dalším prvkem každodenního života, který křesťané převzali od soudobého židovství, byla modlitba. Ta tvořila ústřední praxi osobní zbožnosti a byla směřována jak k Bohu, tak k Ježíši Kristu. Náplň modlitby v tomto období tvořily především biblické žalmy, ale také modlitba Otčenáš, která je tradičně odvozována od Ježíše Krista. Zpočátku bylo – shodně s judaismem – zvykem modlit se ráno, v poledne a večer, ale brzy se prosadil nový vzor, podle kterého byla zrušena polední modlitba a zavedena modlitba půlnoční.
Rituál eucharistie neboli díkůvzdání se prosadil nejpozději ve třetím století jako ústřední část liturgie křesťanů. Zřejmě se vyvinul z tradičních židovských a raně křesťanských společných hostin. Tradičně je jeho původ odvozován od Poslední večeře. Apologeta Justin jako první uvádí popis eucharistického ritu. Chléb je nalámán, je proneseno dlouhé díkůvzdání Bohu a poté jáhni rozdělují chléb a zředěné víno mezi přítomné i ty, kteří se dostavit nemohou, přičemž pokrm je chápán jako tělo a krev Krista. Eucharistická hostina byla vnímána jako posvátná a jako taková byla odepřena nepokřtěným.
Křesťanský zvyk setkávat se v den zmrtvýchvstání Ježíše Krista, tedy v den následující po židovském šabatu, vznikl pravděpodobně již v obcích založených Pavlem. Tento den, neděle, má svůj předobraz ve zmiňované tradici šabatu, který byl zaveden v babylonské obci jako teologicky a sociálně legitimizovaný den odpočinku. V roce 321 byla neděle ustanovena císařem Konstantinem jako volný den pro celou říši.
Samotný svátek zmrtvýchvstání (či ukřižování), neboli Velikonoce, byl v mnoha maloasijských obcích slaven v den předcházející židovskému svátku Pesach, což se tradičně odvozuje od evangelisty Jana. Naproti tomu podle ostatních evangelistů byl Ježíš popraven až dne následujícího. V římské tradici se však Velikonoce slavily zásadně v den, který připadá na neděli. Mezi obcemi vyznávajícími tyto rozdílné tradice ohledně data Velikonoc vznikl brzy spor, který byl vyřešen až na prvním nikajském koncilu v roce 325 odmítnutím maloasijského modelu.
Ve čtvrtém století se zřejmě také začal slavit svátek narození Ježíše Krista – Vánoce. Nejranější zprávu o tom však máme až z roku 353 či 354.

## Organizační struktury
Proroci, apoštolové a učitelé zastávali pravděpodobně první církevní úřady v raném křesťanství. Zprávy o nich máme nejdříve z Pavlova Prvního listu Korintským a ze spisu Didaché. Stuart G. Hall píše, že „apoštolové byli cestující pověřenci mezi církvemi, proroci hráli hlavní roli při vedení kázání a modliteb a učitelé zodpovídali za tradici morální a liturgické výuky [...]“. Ve třetím století pak postupně charismatickou funkci proroků přebírají biskupové.
Episkopos (biskup) má význam „dohlížitel“ či „dozorce“ a toto slovo označovalo úředníka, který byl zodpovědný za vedení celé obce. Antiochejský biskup Ignatios důrazně prosazoval koncept autority jediného biskupa v obci, na kterém závisí veškeré konání. Biskupové jednotlivých oblastí byli vysvěcováni biskupy minimálně třech okolních obcí, čímž stvrzovali jednotu církve a jejich hierarchické uspořádání se rozvíjelo v souvislosti s administrativním systémem římské říše. Vymezení konkrétních sfér vlivu bylo jedním z témat koncilu v Nikáji. Biskupové však postupně začali také plnit funkci kněžskou, což zdůrazňoval také Polykarp ze Smyrny.
Úřad jáhna (z řec. diakonos) obnášel původně podřadné práce pro místní společenství, tito služebníci však brzy nabyli značného významu a ve svých funkcích sekretářů významných biskupů často svým vlivem převyšovali méně významné biskupy. Ženy v úřadu jáhna (jáhenky) zpravidla takto významné funkce nezastávaly.
Presbyter (starší) byl podřízeným biskupa, působil jako jeho rádce a sdílel některé jeho povinnosti. Presbyteři pravděpodobně byli velice početní a mohli zastupovat biskupa v jeho nepřítomnosti, např. při vysluhování svátostí.

### Prvotní církev
Prvotní církev je období vývoje křesťanství od narození Krista po první Nicejský koncil v roce 325. Pro toto období jsou charakteristické spisy apoštolů Pavla a Jana. Také se o této době zmiňuje kniha Skutky apoštolů.
Prvotní církev vznikala ze společenství apoštolů a učedníků kolem Ježíše. Už samotné řecké označení – ekklesia znamená svolání, shromáždění. Ve Starém zákoně se jednalo o shromáždění Izraele, které se sešlo před Bohem. Na tuto tradici navazovali první křesťané, když se scházeli k četbě z Božího slova a k Eucharistii podle Ježíšova přání při Poslední večeři: „To konejte na mou památku!“ (Lk 22, 19). Aby tato společenství odlišili od židovských shromáždění, přidávali ekklesia kýriaké (shromáždění Páně). Dávali tak najevo, že středem jejich setkání je Pán – Ježíš Kristus.

## Perzekuce křesťanů
Apoštolové Petr a Pavel byli popraveni za vlády císaře Nerona, kterému připisuje římský státník a spisovatel Tacitus zodpovědnost za smrt mnoha křesťanů. Poté projevovala římská vláda vůči křesťanství relativní toleranci až do třicátých let třetího století, kdy došlo v říši k několika katastrofám, které posílily vliv křesťanství, vůči němuž císařové Decius (249–251) a Valerianus tvrdě zasáhli. Nejkrutější pronásledování však křesťané zažili na konci století za vlády Diokleciána. Perzekucím učinil přítrž až edikt císaře Galeria (311) a Edikt milánský (313).